# Tiro a segno paralimpico
Il tiro a segno paralimpico, o tiro a segno per disabili, è una variante del tiro a segno praticata da persone con disabilità fisica, lesioni della spina dorsale, amputazioni, handicap muscolo-scheletrici, malformazioni congenite e lesioni nervose che costringono all’uso di una sedia a rotelle.

## Storia
Il tiro a segno è stato inserito per la prima volta nelle discipline previste nei Giochi paralimpici in occasione dei V Giochi paralimpici estivi, nel 1976; solo alle paraolimpiadi successive venne introdotto l'attuale sistema di classificazione.

## Funzionamento
Le competizioni sono divise in due specialità: pistola e carabina, in tre categorie funzionali e possono essere femminili, maschili o miste.
Sono previsti tiri da tre distanze: 10, 25 e 50 metri; le regole possono variare in base a diversi fattori.

### Classificazione
Gli atleti vengono divisi in 3 classificazioni basate sulle loro capacità:
- SH1: in grado di sostenere l'arma
- SH2: non in grado di sostenere l'arma o utilizzare correttamente la carabina
- SH3: non in grado di vedere correttamente

I tiratori SH1 possono competere sia utilizzando pistole o carabine, essendo le loro competizioni simili a quelle degli atleti normodotati, mentre i tiratori SH2 utilizzano principalmente carabine appoggiate su un apposito supporto e possono venire assistiti al caricamento delle armi.
Gli atleti SH3 utilizzano solo carabine ad aria compressa, e per centrare il bersaglio utilizzando dei sensori ottici che emanano segnali sonori.